# Fort Snelling

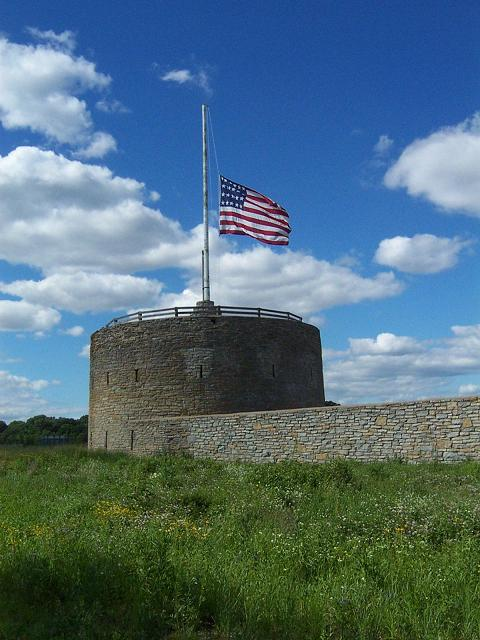
Turm von Fort Snelling

Fort Snelling (auch bekannt als Fort St. Anthony oder Fort Saint Anthony) ist eine ehemalige militärische Festung an der Mündung des Minnesota River in den Mississippi River nahe Minneapolis, Minnesota. Heute ist der ehemalige Militärposten ein Museumsdorf.
Das Fort wurde ursprünglich zwischen 1819 und 1825 als Fort St. Anthony errichtet. Später wurde es zu Ehren des Obersts Josiah Snelling in Fort Snelling umbenannt. Durch die geografische Lage konnten der Schiffsverkehr des Mississippi und des Minnesota Rivers überwacht werden. Zudem entstand um das Fort eine gute Infrastruktur. In den folgenden Jahren siedelten sich neben verschiedenen Siedlern und unterschiedlichen Kulturen auch eine große Anzahl an Unternehmen an und verwandelten die Gegend in ein pulsierendes Handelszentrum im Nordwesten der USA. In den Jahren 1828/29 war der spätere amerikanische Präsident Zachary Taylor Festungskommandant. Zu dieser Zeit hatte das Fort eine Besatzung von knapp 140 Mann.
Während des Sezessionskrieges diente das Fort als Ausbildungs- und Trainingsstützpunkt für tausende Soldaten der Union Army. Ende des 19. Jahrhunderts wurden große Teile des Stützpunktes modernisiert und erneuert. Letztmals wurde das Fort im Zweiten Weltkrieg verwendet, als es über 300.000 Rekruten als Ausbildungsstätte diente. Nach Ende des Krieges wurde auch das Fort geschlossen und zum Verwaltungszentrum der Veteranen umgewandelt.
Heute befindet sich auf einem Teil des Gebiets ein Nationalfriedhof, der Fort Snelling National Cemetery, auf dem über 160.000 Menschen begraben wurden. Er wurde bereits im 19. Jahrhundert errichtet und nach Schließung des Forts ausgedehnt. Mittlerweile befindet sich auf dem Gelände ein Museumsdorf mit teils wiederaufgebauten Gebäuden und Anlagen.
Fort Snelling wurde am 19. Dezember 1960 als National Historic Landmark eingestuft, und am 15. Oktober 1966 vom National Register of Historic Places mit der Nummer 66000401 in die Register aufgenommen.

## Im Fort geboren
- Charles Leonard (1913–2006), Soldat und Moderner Fünfkämpfer

## Sonstiges
- Schon ab Januar 1820 wurden auf dem Fort kontinuierlich Wetterdaten erfasst. Somit verfügt die Region der Twin Cities über eine der besten Wetteraufzeichnungen der USA.
- Der Flughafen Minneapolis-Saint Paul befindet sich in unmittelbarer Nachbarschaft zu dem historischen Fort Snelling.
- Heute gilt das Gebiet als „unorganized territory“, in dem 442 Bewohner leben. (Stand 2000)